# Jean-Jacques Mel
Pour les articles homonymes, voir Mel.
Jean-Jacques Mel, de son nom civil Jean-Jacques Melamed, est un auteur-compositeur-interprète, producteur de musique  et  ergothérapeute français, né le 26 novembre 1951 à Pornichet. 

## Biographie
Son premier album sorti en 1980 marque son style : des chansons tendres, critiques et engagées, teintées de folk et de blues,.
Animé par la musique et la solidarité, Jean-Jacques Mel écrit sur l'amour, sur la vie, mais aussi sur l'inclusion du handicap et l'accessibilité, sujet qu'il aborde avec l'album "Des marches partout",. 
Il participe à la création de La Mouche Production (société de production et de diffusion musicale)  dont il est administrateur depuis 2004,,,.
En février 2012, Jean-Jacques Mel devient le manager de Geoffrey Oryema et produit la sortie de son album From The Heart avec La Mouche Production.
En 2021, il sort Chansons, son sixième album studio qui, d'après les mots du journaliste Michel Troadec : « met en valeur, sur des mélodies évidentes, des textes directs, touchants, où défilent les images fortes d’une vie,. »
En Mars 2023, à l'aube de ses 40 ans de carrières, sort Etrange Etranger le septième album studio de Jean-Jacques Mel. Dix titres nouveaux habillés façon plus rock par le guitariste breton nourri aux riffs psychédéliques et bluesy, Yvan Guillevic. 

## Discographie
- 1980 : Des Marches Partout (vinyle 33 tours, Décibelle/ Arfolk)
- 1984 : Constat d'amour (single vinyle 45 tours, Arfolk )
- 1987 : Tout Risquer pour l'amour (vinyle 45 tours, album cassette)
- 1989 : Lanester (single, vinyle 45 tours)
- 1992 : Des Marches Partout Vol.2 (CD, cassette, Editions du petit véhicule - Nantes)
- 1994 : Lorient (EP)
- 2009 : Passage Secret (La Mouche Production)
- 2011 : Attrapeur de rêves (La Mouche Production)
- 2017 : Non (EP, La Mouche Production)
- 2021 : Chansons (La Mouche Production/Transversal Records)

- 2023: Étrange Étranger (La Mouche Production)